# Scherpenzeel
Scherpenzeel (en bajo sajón neerlandés: Schaarpezeel) es un municipio y una localidad de la Provincia de Güeldres de los Países Bajos.